# 瓦尔蒙 (滨海塞纳省)
瓦尔蒙（法語：Valmont，法語發音：[valmɔ̃]）是法国滨海塞纳省的一个市镇，属于勒阿弗尔区。

## 地理
瓦尔蒙（49°44'35"N, 0°30'49"E）面积5.55 平方千米，位于法国诺曼底大区滨海塞纳省，该省份为法国北部沿海省份，其西部及北部濒大西洋英吉利海峡，东起顺时针与索姆省、瓦兹省、厄尔省和卡爾瓦多斯省接壤。
与瓦尔蒙接壤的市镇（或旧市镇、城区）包括：昂热维尔-拉马尔泰勒、科勒维尔、里维尔、泰鲁尔德维尔、特维尔欧马约、蒂耶特勒维尔。

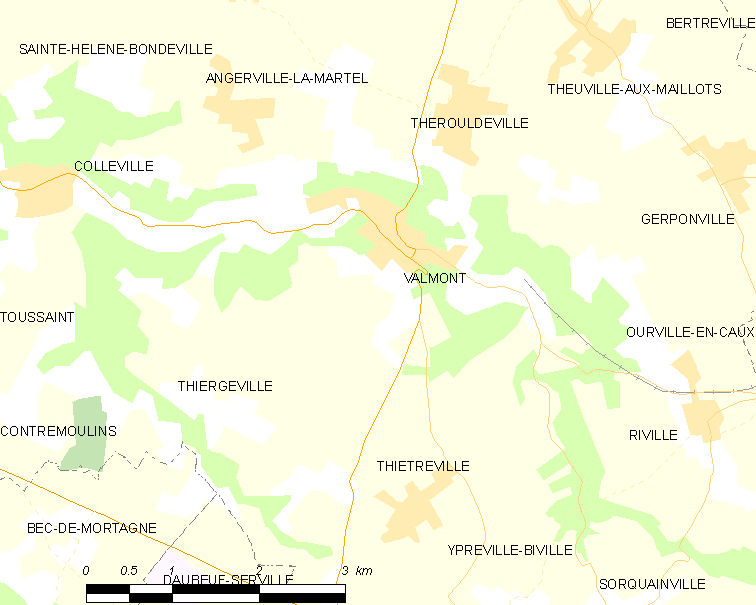
的OSM定位图

瓦尔蒙的时区为UTC+01:00、UTC+02:00（夏令时）。

## 行政
瓦尔蒙的邮政编码为76540，INSEE市镇编码为76719。

## 政治
瓦尔蒙所属的省级选区为费康县。

## 人口

1962-2008年间人口变化图示

瓦尔蒙于2022年1月1日时的人口数量为869人。